# Sturgis (Kentucky)
Pour les articles homonymes, voir Sturgis.
La ville de Sturgis est située dans le comté d’Union, dans l’État du Kentucky, aux États-Unis. Elle comptait 1 898 habitants lors du recensement de 2010, estimée à 1 890 habitants en 2016.

## Source
- (en) Cet article est partiellement ou en totalité issu de l’article de Wikipédia en anglais intitulé « Sturgis, Kentucky » (voir la liste des auteurs).